# San Marino Academy
Maillots
Actualités
Dernière mise à jour : 21 février 2025.
Le San Marino Academy est un club saint-marinais de football féminin basé dans la Ville de Saint-Marin.

## Histoire
Le club est fondé en 2004, il est géré par la Fédération de Saint-Marin de football. Le club évolue dans les championnats italiens vu l'absence  d'un championnat féminin à Saint-Marin. Pour sa première saison 2004-2005, le club débute en Serie D, le quatrième niveau italien, sous le nom Federazione Sammarinese Giuoco Calcio.
En 2008, le club est promu en Serie C et atteint également la finale de la Coupe d'Emilie Romagne. La saison suivante le club est relégué en Serie D, mais revient au troisième niveau dès la nouvelle saison 2009-2010 grâce à sa victoire en Coupe d'Emilie Romagne, la troisième place acquise en championnat ne lui permettait pas la promotion.
En fin de saison 2015-2016, le club réalise le doublé champion de Serie C et Coupe d'Emilie Romagne et est donc promu en Serie B, le deuxième niveau italien. Pour sa première saison en Serie B, le club termine à la 7e place. Durant l'été 2017, le club devient San Marino Academy.
En 2017-2018, le club ne réussit pas à se maintenir et retourne en Serie C, la saison suivante il revient en Serie B qui sera dès lors un championnat à poule unique. Lors de la saison 2019-2020, l'académie de Saint Marin est à la troisième place lorsque le championnat est suspendu à cause de la pandémie de Covid-19, mais avec un match en moins, il profite du coefficient correcteur et est promu pour la première fois en Serie A.

## Palmarès
| Compétitions nationales               |
| ------------------------------------- |
| - Serie C (1) : - Champion : 2018-19. |

## Personnalités du club

### Présidents
Au cours de son histoire, le club a été dirigé par deux présidents différents.
| \| Rang \| Nom \| Période \| \| ---- \| ------------------- \| --------- \| \| 1 \| Giorgio Crescentini \| 2004-2017 \| \| 2 \| Marco Tura \| 2017- \| |                     |           |
| Rang | Nom                 | Période   |
| 1 | Giorgio Crescentini | 2004-2017 |
| 2 | Marco Tura          | 2017-     |

### Entraîneurs
De sa création en 2004 à la saison 2020-2021, six entraîneurs se sont succédé à la tête du San Marino Academy.
| \| Rang \| Nom \| Période \| \| ---- \| ----------------------- \| --------- \| \| 1 \| Pier Domenico Cardelli \| 2004-2006 \| \| 2 \| Maurizio Eraldo Reggini \| 2006-2010 \| \| 3 \| Andrea Tentoni \| 2010-2012 \| \| 4 \| Mirco Balacich \| 2012-2017 \| \| 5 \| Fabio Baschetti \| 2017-2018 \| \| 6 \| Alain Conte \| 2018- \| |                         |           |
| Rang | Nom                     | Période   |
| 1 | Pier Domenico Cardelli  | 2004-2006 |
| 2 | Maurizio Eraldo Reggini | 2006-2010 |
| 3 | Andrea Tentoni          | 2010-2012 |
| 4 | Mirco Balacich          | 2012-2017 |
| 5 | Fabio Baschetti         | 2017-2018 |
| 6 | Alain Conte             | 2018-     |